# St. Martin (Ufnau)

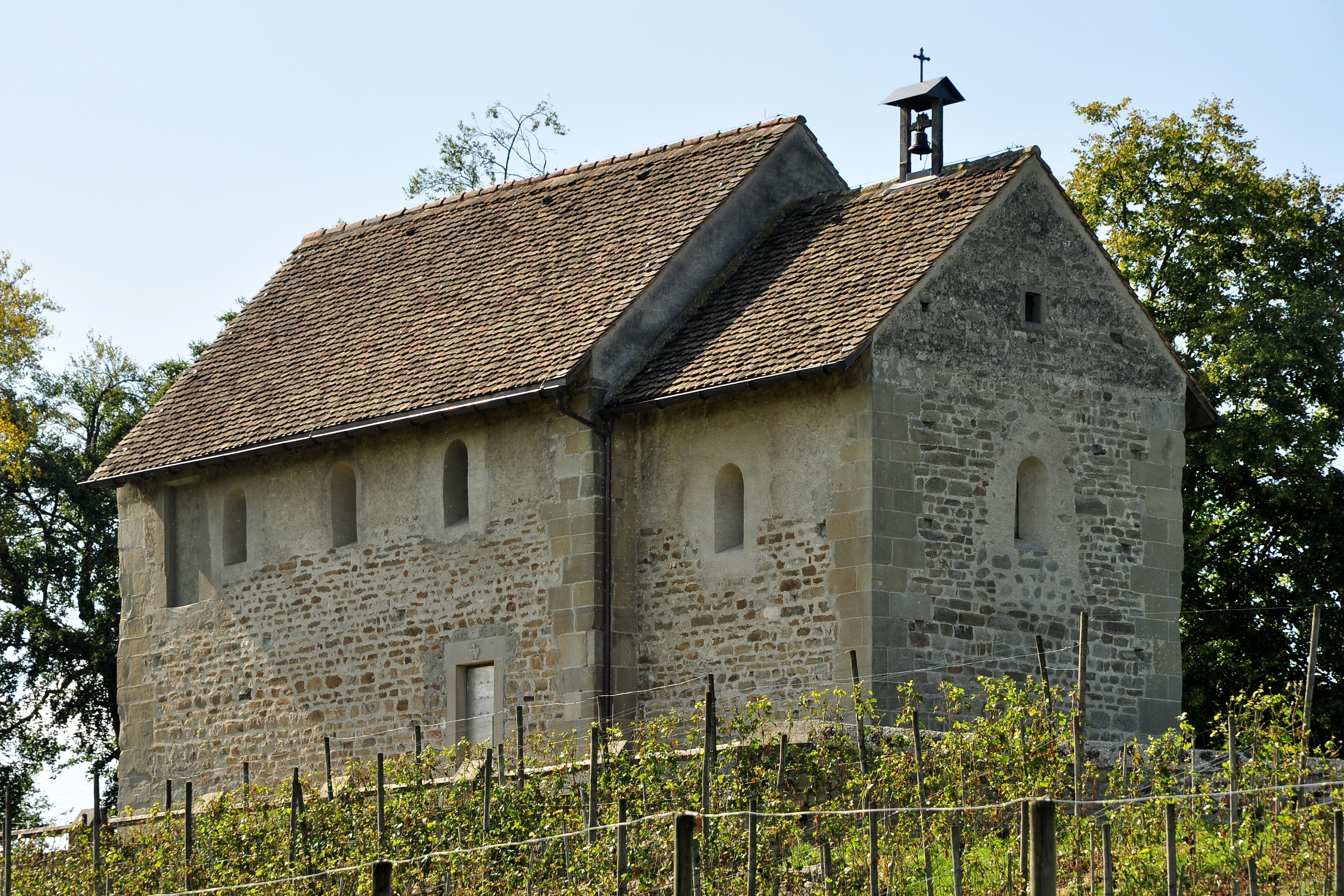
Kapelle St. Martin, Ufenau

Die Kapelle St. Martin, auch Reginlinde-Kapelle genannt, ist ein romanischer Sakralbau auf der Insel Ufnau im Zürichsee.

## Bau
An Stelle einer ersten, grösseren Kirche, welche wohl aus dem 7. Jahrhundert stammte, und auf den Grundmauern der um 950 von Reginlinde gestifteten Kapelle, wurde 1141 der turmlose Bau auf einem Hügel erbaut. Es handelt sich um eine romanische Anlage. Sie weist an den Seitenfronten hochgelegene Rundbogenfenster auf, während an der Stirnseite des eingezogenen Rechteckchors später ein spätgotisches Masswerkfenster eingepasst wurde. Der Einsiedler Abt Berthold (1206–1213) erneuerte das Portal, auf welchem sein Name steht. Archäologische Grabungen wurden 1962 durchgeführt und die Kirche 2007 bis 2009 restauriert.
Die ursprüngliche Kirche St. Martin war das Zentrum einer Grosspfarrei, die von Altendorf bis Wädenswil und von Feldbach und Hombrechtikon bis Erlenbach reichte, die ihren Verwaltungssitz jedoch auf dem Festland in Pfäffikon (Phaffinchova = Hof des Pfaffen) hatte. Vermutlich mit dem Bau der Kirche St. Peter und Paul Mitte des 10. Jahrhunderts ging die Funktion der Pfarrkirche an diese über.

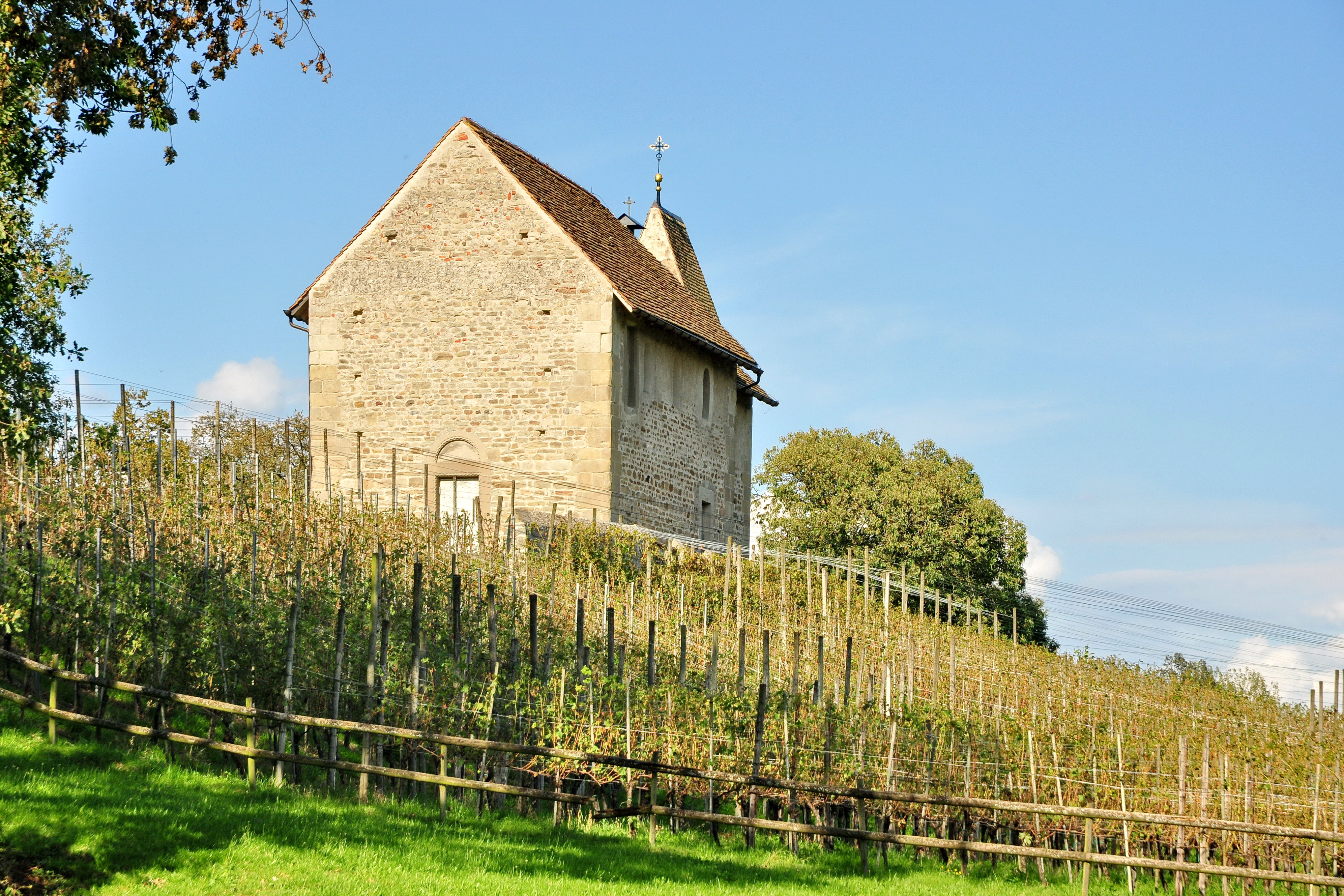
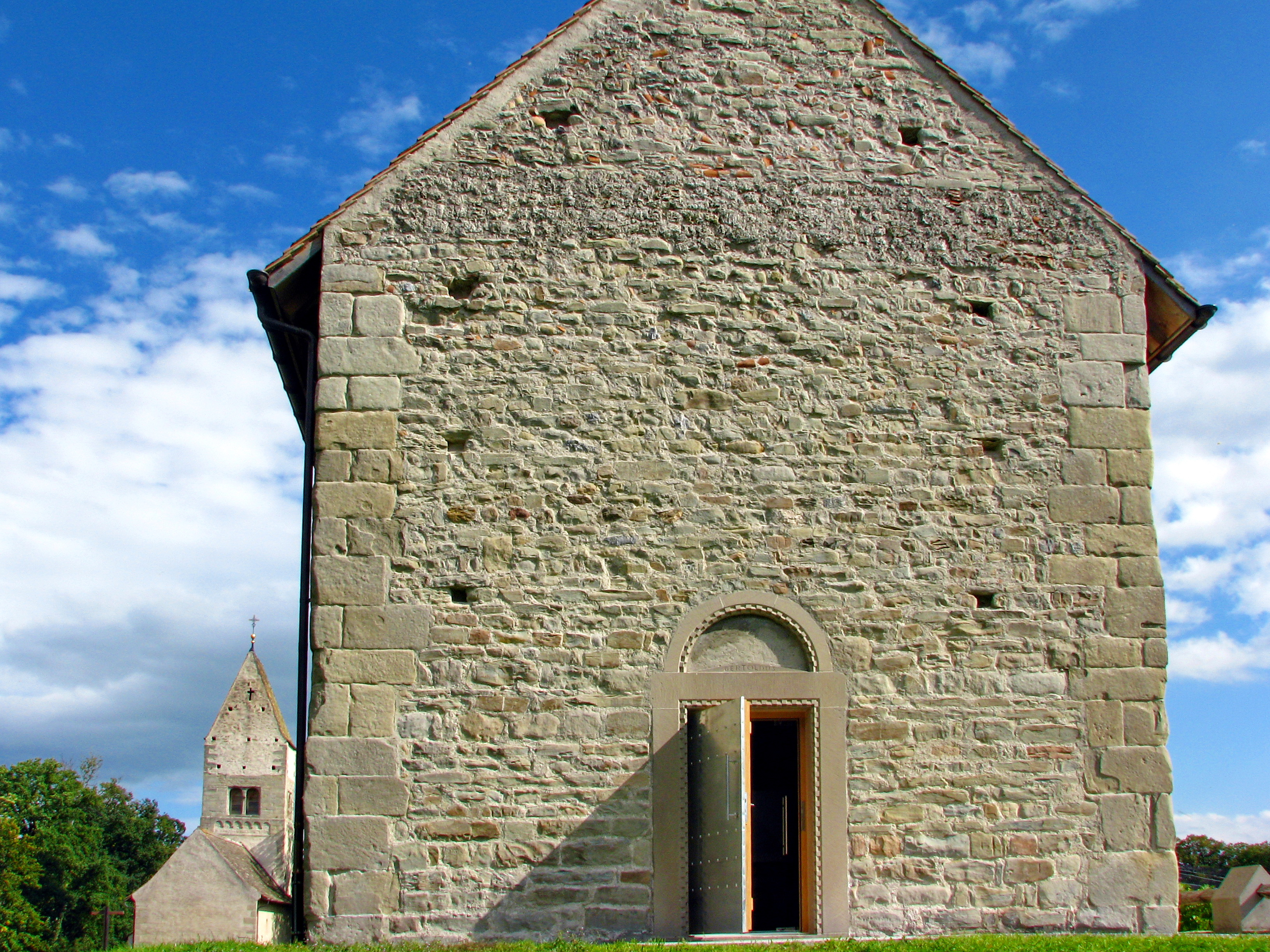
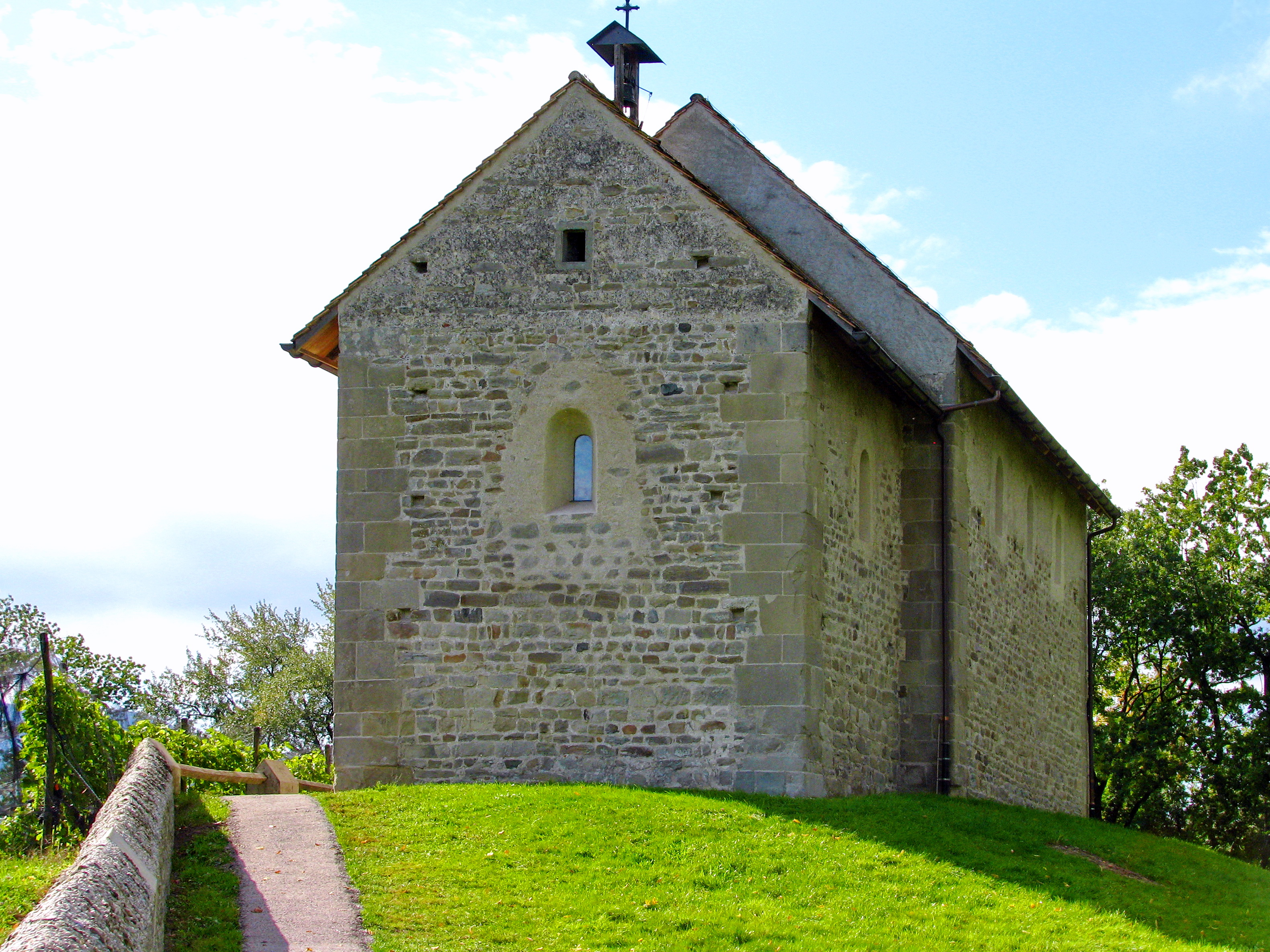

## Inneres
Das Innere von St. Martin ist mit Wandmalereien aus verschiedenen Perioden ausgeschmückt. Im Chor sind Fragmente aus dem 14. Jahrhundert erhalten, während am Chorbogen Brustbilder der klugen und törichten Jungfrauen aus dem zweiten Viertel des 16. Jahrhunderts sichtbar sind. Das romanische Weihwasserbecken ist eingemauert. Seit der Restaurierung 2009 befindet sich der leere Barocksarkophag des Heiligen Adalrich hinten im Schiff, nachdem er vorher in der ehemaligen Pfarrkirche St. Peter und Paul gestanden hatte.

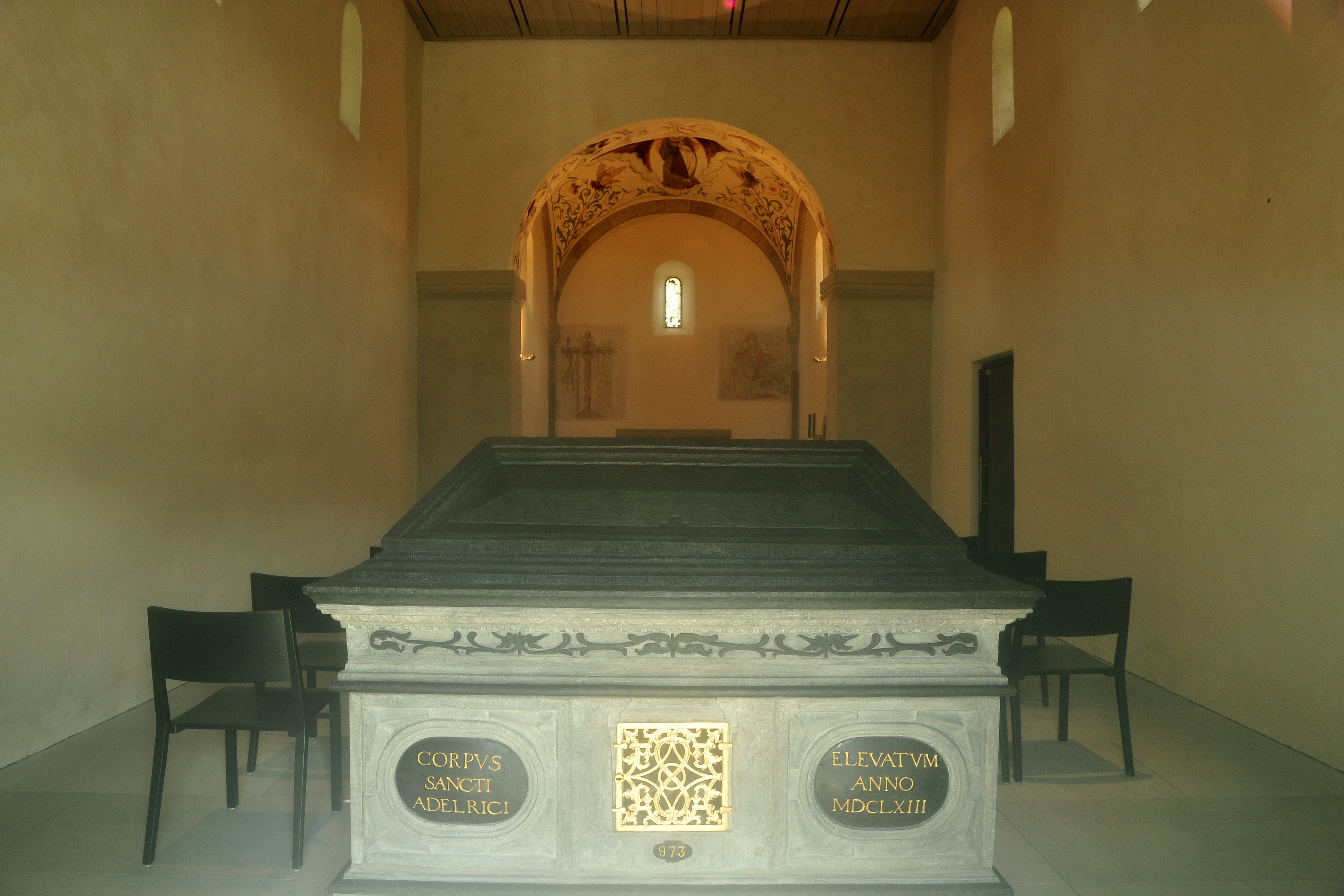
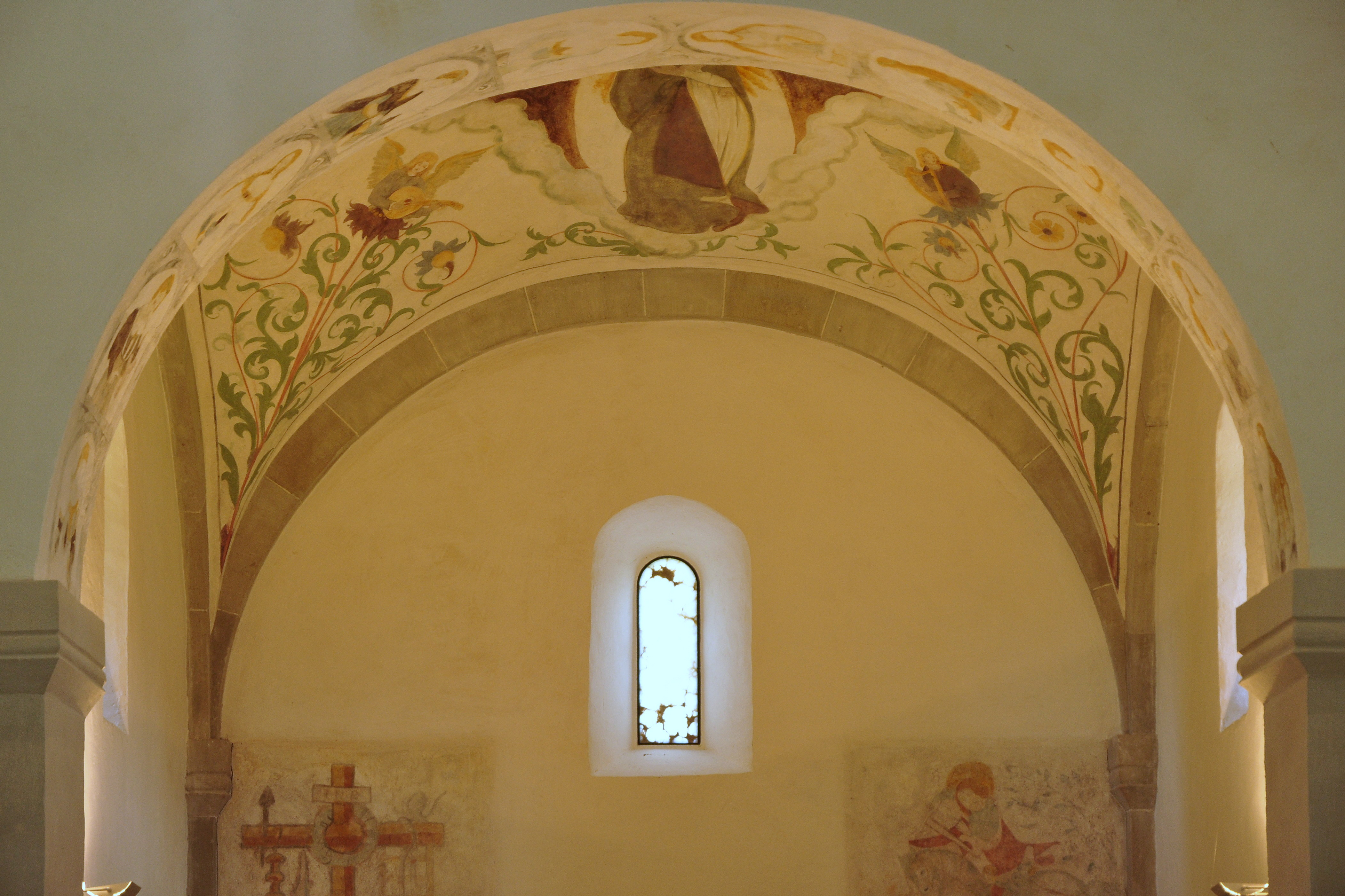
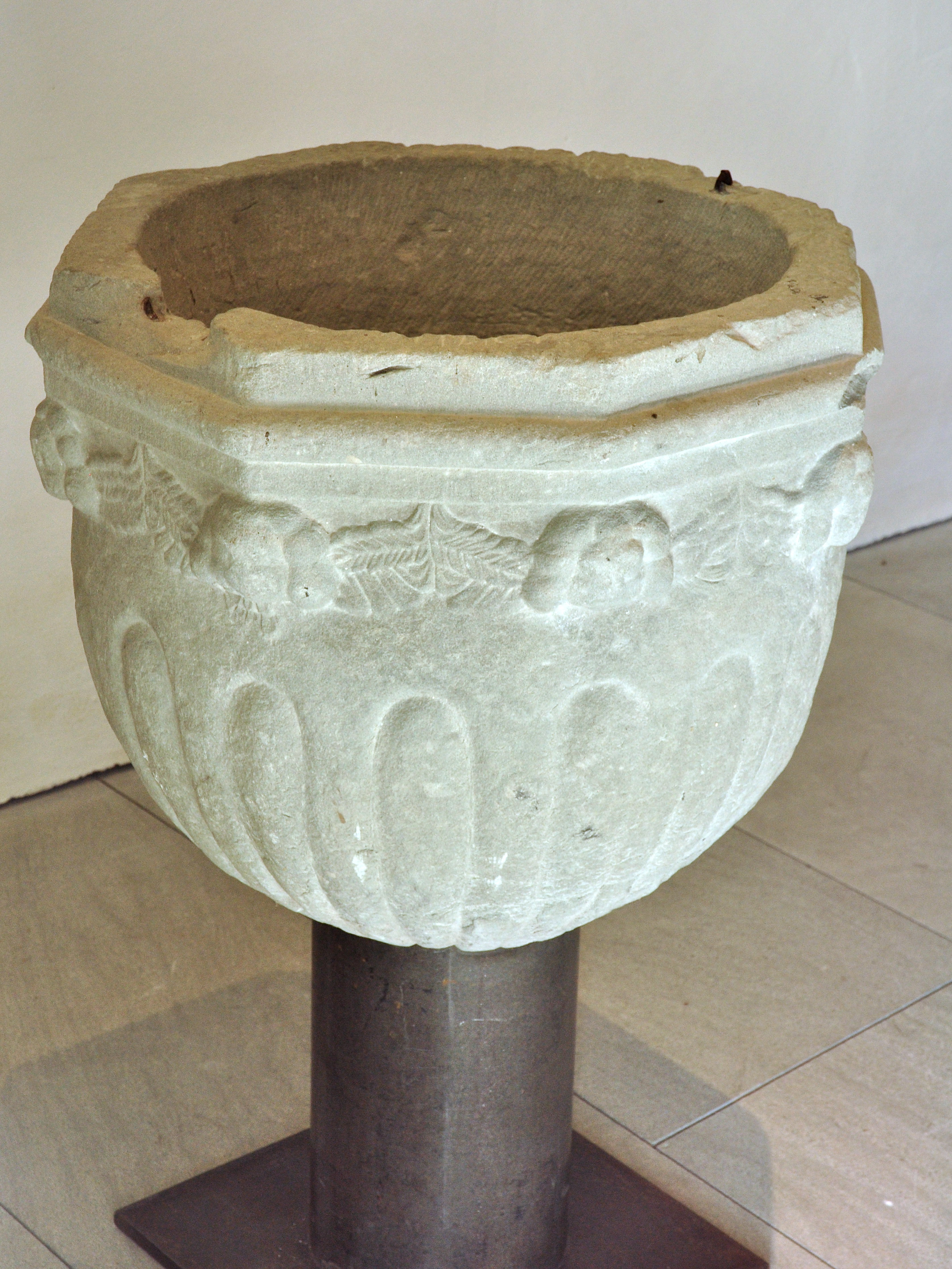

## Ehrung von Reginlinde
Am Sechseläuten 2019 wurde Reginlinde durch die Gesellschaft zu Fraumünster geehrt. Eine entsprechende Hinweistafel ist seit Juni 2021 bei der Kapelle angebracht.